# Каркин, Нур Мохмамад
Нур Мохаммад Каркин (араб. نورمحمد قرقین ‎) — бывший министр в правительстве Афганистана и посол.

## Биография
Родился в 1953 году в деревне в районе Каркин провинции Джаузджан, Афганистан. По национальности туркмен.
В 1978 году он начал службу в Министерстве образования в должности члена узбекско-туркменского отдела, а позже занимал руководящую должность в газовой и нефтяной промышленности Хайратона. После советского вторжения он переехал в Пакистан и принял участие в исламском сопротивлении коммунистическому режиму. В декабре 2001 года он вернулся в Афганистан и играл роль в Лойя-джирге, которая была создана, чтобы дать Афганистану новую администрацию и новую конституцию.
С 2002 по 2004 год Каркин был министром социальных дел Афганистана в переходной администрации, возглавляемой Хамидом Карзаем. На первых президентских выборах после падения талибов он руководил успешной кампанией Карзая. Он был вознаграждён должностью министра образования в кабинете, который Карзай назначил в 2004 году.
После избрания Волеси Джирги Карзай произвёл перестановки в своём кабинете в 2006 году. Министерство по делам инвалидов и мучеников было объединено с Министерством социальных дел, и новый портфель был передан Каркину.
Во второй администрации Карзая Каркин не вернулся в качестве министра. Вместо этого он был назначен послом в Кыргызстане. Его деятельность закончилась 30 сентября 2016 года.
Имеет степень бакалавра наук Кабульского университета.